# Johann Heinrich Wieland

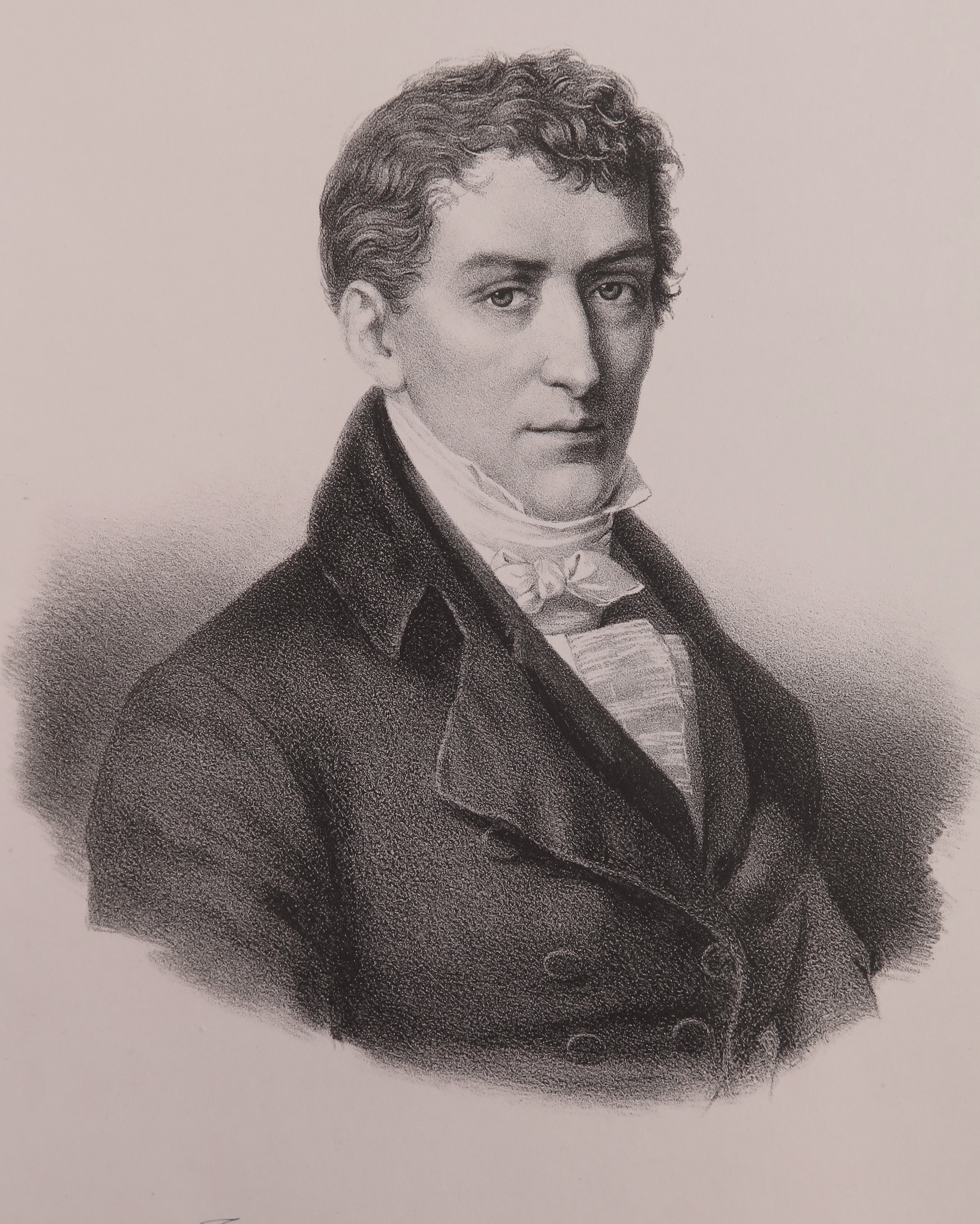
Johann Heinrich Wieland

Johann Heinrich Wieland (* 14. Februar 1758 in Waldenburg; † 4. Mai 1838 in Basel) war ein Schweizer Jurist, Regierungsstatthalter, Bürgermeister von Basel und Finanzminister der Helvetischen Republik. Er war Mitglied der eidgenössischen Gesandtschaft beim Wiener Kongress.

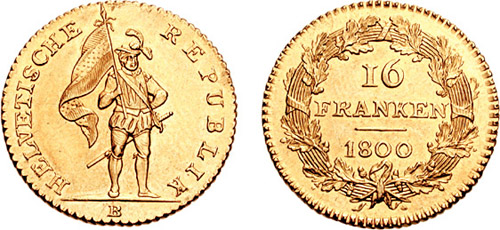
Als helvetischer Finanzminister war Wieland mit der Einführung des Franken als neuer Einheitswährung betraut

## Familie
Er war Sohn des reformierten Pfarrers Johann Heinrich Wieland und der Dorothea Buxtorf und hatte das Bürgerrecht von Basel. In erster Ehe war er mit Valeria Weiss (1786), in zweiter mit Maria Magdalena Schweighauser (1790), Tochter des Basler Grossrats und Kantonsrichters Johann Schweighauser, verheiratet. 

## Leben
Nach dem Studium der Rechtswissenschaft an den Universitäten Basel und Göttingen promovierte er 1786 zum Dr. iur. in Basel. 1782 erfolgte der Eintritt in den Basler Staatsdienst als Kanzlist, 1786 Schultheiss des Gerichts, 1796 Stadtschreiber in Liestal, von 1798 bis 1801 Präsident der Basler Verwaltungskammer, 1801 Regierungsstatthalter des Kantons Basel, 1802 Finanzminister der Helvetischen Republik. Von 1803 bis 1812 wirkte er als Staatsschreiber, von 1812 bis 1832 als Bürgermeister und mehrfach als Tagsatzungsgesandter. 1813 wurde er Mitglied der eidgenössischen Gesandtschaft, die Napoleon in Paris die Neutralitätserklärung vortrug, und vertrat 1814 bis 1815 die Schweiz als Gesandter am Wiener Kongress. 1816 wurde er zum österreichischen Freiherren ernannt. Politisch ein Liberaler, setzte sich Wieland für Handelsfreiheit, geordnete Staatsfinanzen und das Erziehungswesen ein.